# Маја Ристић
Маја Ристић (Београд, 1973) је редовни професор Факултета драмских уметности у Београду на Катедри за менаџмент и продукцију позоришта, радија и културе. Била је  новинарка Данаса, Политике, Нина, као и сарадница РТС-а. Учесница је разних научно-истраживачких пројеката.

## Биографија

### Професор ФДУ
Маја Ристић је дипломирала 1996. године на Факултету драмских уметности у Београду као студент генерације, где је потом сукцесивно стицала звања стручног сарадника, обдареног лица, доцента, ванредног и на послетку редовног професора.
Магистрирала је 2005. године, а докторирала 2010.

#### Учешћа на конференцијама
- 2010. године Маја Ристић је учествовала на стручном скупу Отворено тржиште на Академији за позориште, филм и телевизију, НАТФА у Софији, Бугарска
- Од 2015. до 2020. учесница је међународних конференција: Нови Хоризонти, Позориште између политике и политичности, Медијска Археологија и многих других на Факултету драмских уметности у Београду.
- Септембра 2017. године учествује на међународној конференцији Медији и другост,  на Педагошком факултету у Јагодини.
- У октобру 2018. године је учествовала на међународној конференцији ЕДАСОЛ Универзитета Апеирон у Бања Луци.
- Године 2018. у Загребу учествује на међународној конференцији Филозофија медија, ЦФМ.[1]

#### Пројекти и функције
- Школске 2018/2019. године је била ментор пројекта ЕУРОДРАМ који је подразумевао успостављање сарадње између Факултета драмских уметности у Београду и Академије драмских умјетности у Загребу у погледу реализације јавних читања драмских дела савремених европских драмских писаца – победника конкурса ЕУРОДРАМ (Мађарска) – од стране студената режије Факултета драмских уметности, глумаца Академије у Загребу, а у продукцији студената Kатедре за менаџмент ФДУ.[3]
- Исте школске године је била  коаутор и консултант пројекта Завода за проучавање културног развитка у Београду и Министарства за културу Републике Србије, који се односи на истраживање проблема лидерства у српском позоришту. Коаутор пројекта је био Слободан Мрђа.[3]

- Године 2021. је изабрана за заменицу председника Савета Факултета драмских уметности.[4]

#### Предмети
Предмети које предаје на факултету из области Менаџмент и продукција позоришта, радија и културе  су:

##### На основним студијама
- Основи позоришне продукције,
- Позоришна продукција позоришни модели,
- Менаџмент позоришних фестивала,
- Савремени позоришни системи,

##### На мастер студијама
- Менаџмент позоришта 1 и 2;
- Развој позоришне публике,
- Менаџмент људских ресурса;

##### На докторским студијама
- Савремени менаџмент позоришта 1 и 2,
- Научни чланак[1]

### Научно-истраживачки рад
Свој научно-истраживачки рад је представила у следећим књигама, студијама и чланцима:
- Монографија: Публика мјузикла, Задужбина Андрејевић 2014. године

- Монографија: Менаџмент позоришта – људски ресурси у обликовању позоришне представе (издање аутора), Београд; 2020.

- Ристић Маја, Намена, програмска структура и културна функција архитектонских објеката за сценске догађаје у Републици Србији; Зборник радова број 16 Факултета драмских уметности, Институт за позориште, филм, радио и телевизију, ФДУ, Београд, 2009.

- Ристић Маја, Мјузикл између тржишта и институције, Зборник Факултета драмскиг уметности број 17, Инситут за позориште, филм, радио и телевизију, Београд; 2010;

- Ристић Маја, Музичко позориште: од површне забаве, екстраваганце, мелодраме до тоталног спектакла, Зборник Матице српске за сценске уметности и музику број 46, Нови Сад, 2012;Свечаност доделе докторских диплома др Ани Мартиноли и др Маји Ристић

- Ристић Маја, Менаџмент позоришта, рационално и ирационално доношење одлука, Зборник радова Факултета драмских уметности број 22, Институт за позориште, филм, радио и телевизију, ФДУ, Београд; 2012;

- Ристић Маја, Публика као други глумац,Зборник радова Факултета драмских уметности број 23. Институт за позориште, филм, радио и зелевизију. ФДУ, Београд, 2013;

- Ристић Маја, Наше Београдско драмско позориште – позориште домаће драме, Зборник Матице српске за сценке уметности и музику број  49. Нови Сад, 2013;

- Ристић Маја, Невидљиви ПР у српском позоришту, Зборник радова Факултета драмских уметности број 23, Институт за позориште, филм, радио и телевизију, ФДУ, Београд, 2013;

- Ристић Маја, Продуцент у друштву знања, Зборник факултета драмских уметности број 21. Институт за позориште, филм, радио и телевизију, ФДУ, Београд, 2014;

- Маја Ристић, учесник на међународним конференцијамаРистић Маја, Репрезентација позоришних фестивала у електронским медијима, Зборник радова са међународног научног скупа, Медијска археологија, Факултет драмских уметности, Институт за позориште, филм, радио и телевизију, ФДУ, Београд; 2016

- Ристић Маја, Етика у позоришту, часопис Култура број 153, Завод за проучавање културног развитка, Београд, 2016;

- Ристић Маја, Психодрама – исцелитељска моћ позоришта, Зборник радова број 29, Институт за позориште, филм, ради о телевизију, ФДУ, Београд, 2016;

- Ристић Маја, Маска у позоришту, часопис Култура број 155, Завод за проучавање култруног развитка, Београд;

- Ристић Маја, Шекспир фестивал: прожимање, учитавање, ишчитавање, Зборник радова Факултета драмских уметности у Београду нрој 31, Институт за позориште, филм, радио и телевизију, ФДУ, Београд; 2017;

- Ристић Маја, Перформанс као другост, Зборник радова са Међународног научног скупа Филозофија медија, Педагошки факултет Јагодина, Удружење Млади грашак, Јагодина, Београд; 2018;

- Ристић Маја, Тадић Дарко, Адаптивни менаџмент позоришта: мјузикл између тржишта и институције, EMC Review – Часопис за економију и тржине комуникације, број 9. Универзитет Апеирон, Бања Лука, 2019;

- Ристић Маја, Култура отпора – позориште које мења свет, часопис Култура број 169. критичко промишљање дигиталних медија – путевима менаџмента, Завод за проучавање културног развитка, Београд, 2020;[1]

### Остала ангажовања
Осим професорског позива, развијала се кроз разна друга ангажовања:
- Као позоришни и радио продуцент била је ПР менаџер на концерту Сање Илић и Балканике (2001) године;

- Ауторка је драме Наша ствар,
- Приредила је промоцију књиге Разгооври са Богом Нил Доналда Волша.
- Од 1998. до 2004. године је писала за култруну рубрику дневног листа Данас, а од 2005. године до данас је аутор бројних приказа, интервјуа и тематских текстова у Културном додатку листа Политика.
- Радила је као аутор прилога у ТВ формату Хронике Битефа за РТС и писала за емисију Хроника Трећег програма Радио Београда.
- Била је куратор међународног пројекта који се бавио истраживањем Ромског позоришта АРома.
- Истраживач је на два научна пројекта Факултета техничких наука у Новом Саду.
- Гостујући је предавач на Институту за уметничку игру у Београду,
- Сарадник је Матице Српске у Новом Саду  [1]